# La Fille de Brest
La Fille de Brest (150 Mil·ligrams en anglès) és una pel·lícula francesa dirigida per Emmanuelle Bercot. Fou projectada al Festival Internacional de Cinema de Toronto de 2016.
La pel·lícula es basa en la història real de la doctora Irène Frachon, que esdevingué un personatge clau, gràcies a les seves investigacions i al seu compromís, per tal de posar fi a la comercialització del fàrmac Mediator (benfluorex) dels laboratoris Servier, que van causar la mort a centenars de francesos.